# السا بارون
السا بارون (انگلیسی: Elsa Barraine; ۱۳ فوریهٔ ۱۹۱۰ – ۲۰ مارس ۱۹۹۹) آهنگساز، مربی موسیقی، و نوازنده پیانو اهل فرانسه بود.
وی همچنین برندهٔ جوایزی همچون جایزه بزرگ رم شده‌است.